# 踪迹
《踪迹》，是朱自清的散文集。分为四篇：一、月朦胧，鸟朦胧，帘卷海棠红二、绿三、白水漈四、生命的价格——七毛钱。
《踪迹》是朱自清的代表作之一。他的代表作还有：散文集《背影》、《你我》、《欧游杂记》、《伦敦杂记》；诗歌《毁灭》。

## 写作和出版
《踪迹》，1924年12月由上海亚东图书馆出版。

## 内容
该散文集主要收录他1920年代早期的作品，描述了当时中华民国的自然、社会环境。如匆匆描写时间的流逝；歌声描写对音乐的艺术欣赏力，“听了中西丝竹合唱之后，仿佛是毛毛细雨洒在脸上一样”；桨声灯影里的秦淮河则讲述了自己和俞平伯夜晚游玩秦淮河的感受；鸟朦胧，月朦胧，帘卷海棠红、绿、白水漈等主要描写温州的景色；生命的价格——七毛钱则描写了当时买卖人口的现象；航船中的文明则抨击了封建礼教。

## 主题和风格
该散文集是朱自清的代表性作品，体现了朱自清的散文“细腻绵密”的风格，用词华丽，富有哲学趣味，而收录其中的部分议论文则感情充沛，讽刺尖锐。